# Comuna Plopi, Cantemir
Comuna Plopi este o comună din raionul Cantemir, Republica Moldova. Este formată din satele Plopi (sat-reședință), Alexandrovca, Hîrtop și Taraclia.

## Demografie
Conform datelor recensământului din 2014, comuna are o populație de 1.384 de locuitori. La recensământul din 2004 erau 1.668 de locuitori.

## Administrație și politică
Componența Consiliului local Plopi (9 consilieri), ales la 5 noiembrie 2023, este următoarea:
|  | Partid                                       | Consilieri | Componență | Componență | Componență | Componență |
|  | -------------------------------------------- | ---------- | ---------- | ---------- | ---------- | ---------- |
|  | Coaliția pentru Unitate și Bunăstare         | 4          |            |            |            |            |
|  | Partidul Socialiștilor din Republica Moldova | 2          |            |            |            |            |
|  | Partidul „Renaștere”                         | 1          |            |            |            |            |
|  | Partidul Social Democrat European            | 1          |            |            |            |            |
|  | Partidul Acțiune și Solidaritate             | 1          |            |            |            |            |